# Ytrac

Ytrac este o comună în departamentul Cantal, Franța. În 1 ianuarie 2022 avea o populație de 4.316 de locuitori.